# Miha Zajc
Miha Zajc, né le 1er juillet 1994 à Šempeter pri Gorici en Slovénie, est un footballeur international slovène, qui évolue au poste de milieu offensif au Dinamo Zagreb.

## Biographie

### Carrière en club
Avec les clubs du NK Celje et de l'Olimpija Ljubljana, Miha Zajc dispute deux matchs en Ligue des champions, pour un but inscrit, et deux matchs en Ligue Europa.

### Carrière internationale
Avec les espoirs, il participe aux éliminatoires du championnat d'Europe espoirs, inscrivant un but contre l'Irlande en mars 2016.
Miha Zajc compte onze sélections pour trois buts avec l'équipe de Slovénie depuis 2016,.
Il est convoqué pour la première fois en équipe de Slovénie par le sélectionneur national Srečko Katanec, pour un match amical contre la Macédoine le 23 mars 2016. Il commence la rencontre comme titulaire, et sort du terrain à la 87e minute de jeu, en étant remplacé par Enej Jelenič. Le match se solde par une victoire 1-0 des Slovènes.
Il inscrit son premier but en équipe nationale le 2 juin 2018, en amical contre le Monténégro (victoire 0-2 à Podgorica). Seulement quatre jours plus tard, il inscrit son deuxième but, contre la Bulgarie, lors d'une rencontre de la Ligue des nations de l'UEFA (défaite 1-2 à Ljubljana). Il inscrit son troisième but le 19 novembre de la même année, à nouveau contre la Bulgarie (score : 1-1 à Sofia).

## Palmarès
- Avec l'Olimpija Ljubljana
  - Champion de Slovénie en 2016
  - Vice-champion de Slovénie en 2013

- Avec le NK Celje
  - Finaliste de la Coupe de Slovénie en 2013

- Avec l'Empoli FC
  - Champion de Serie B en 2018

- Avec le Fenerbahçe SK
  - Coupe de Turquie en 2023